# غيرونيمو اوفيلار
غيرونيمو اوفيلار (بالإسبانية: Gerónimo Ovelar) هو لاعب كرة قدم باراغواياني في مركز الدفاع، ولد في 30 سبتمبر 1951 في باراغواي. شارك مع منتخب باراغواي لكرة القدم. أما مع النوادي، فقد لعب مع سيرو بورتينيو ونادي غواراني.

## وصلات خارجية
- غيرونيمو اوفيلار على موقع ناشيونال فوتبول تيمز (الإنجليزية)
- غيرونيمو اوفيلار على موقع عالم كرة القدم.نت (الإنجليزية)